# Marga Kaya
Marga Kaya is een bestuurslaag in het regentschap Lampung Selatan van de provincie Lampung, Indonesië. Marga Kaya telt 2.961 inwoners (volkstelling 2010).